# Mount Tabor (Vermont)
Mount Tabor és una població dels Estats Units a l'estat de Vermont. Segons el cens del 2000 tenia 203 habitants.

## Demografia
Segons el cens del 2000, Mount Tabor tenia 203 habitants, 92 habitatges, i 56 famílies. La densitat de població era d'1,8 habitants per km².
Dels 92 habitatges en un 27,2% hi vivien nens de menys de 18 anys, en un 48,9% hi vivien parelles casades, en un 8,7% dones solteres, i en un 39,1% no eren unitats familiars. En el 35,9% dels habitatges hi vivien persones soles el 16,3% de les quals corresponia a persones de 65 anys o més que vivien soles. El nombre mitjà de persones vivint en cada habitatge era de 2,21 i el nombre mitjà de persones que vivien en cada família era de 2,8.
Per edats la població es repartia de la següent manera: un 21,7% tenia menys de 18 anys, un 3,4% entre 18 i 24, un 34,5% entre 25 i 44, un 26,1% de 45 a 60 i un 14,3% 65 anys o més.
L'edat mediana era de 40 anys. Per cada 100 dones de 18 o més anys hi havia 98,8 homes.
La renda mediana per habitatge era de 32.250 $ i la renda mediana per família de 46.042 $. Els homes tenien una renda mediana de 35.208 $ mentre que les dones 20.938 $. La renda per capita de la població era de 17.785 $. Entorn del 7,3% de les famílies i el 10,6% de la població estaven per davall del llindar de pobresa.